# Sonido agudo
Sonidos agudos sé describen tonos de alta frecuencia o tonos altos, a las frecuencias que van desde 4 mil kHz a 20.000 kHz  son los sonidos, tonos o frecuencias que componen la parte alta del espectro audible.
Espectro audible dé frecuencias, las frecuencias que van desde los ( 20 hercios a 20.000 kilohercios son las frecuencias que el oído humano es capaz de captar).
las frecuencias audibles son sonidos que captamos como agudos o graves, dependiendo de la cantidad de hercios.
En el (sistema internacional de unidad dé medias de frecuencias, su símbolo es Hz, que equivale a la frecuencia de un fenómeno periódico). Y Cuanto más hercios, más agudo es el sonido.

## Síntoma
En medicina se utiliza la detección de sonidos agudos como síntoma diagnóstico en los ruidos de disparo y mesodiastólico. El de disparo es como una palmada que se detecta en la auscultación del pulso femoral cuando existe insuficiencia aórtica, se ocasiona por un aumento brusco de la presión. El ruido mesodiastólico se percibe antes de la sístole auricular cuando esta es discontinua respecto a la ventricular.